# Svend Wad
Svend Wad est un boxeur danois né le 3 février 1928 à Bov et mort le 4 décembre 2004.

## Carrière
Sa carrière amateur est principalement marquée par une médaille de bronze remportée aux Jeux olympiques d'été de 1948 à Londres dans la catégorie des poids légers.

### Jeux olympiques
Médaille de bronze en -62 kg aux Jeux de 1948 à Londres